# 島本町

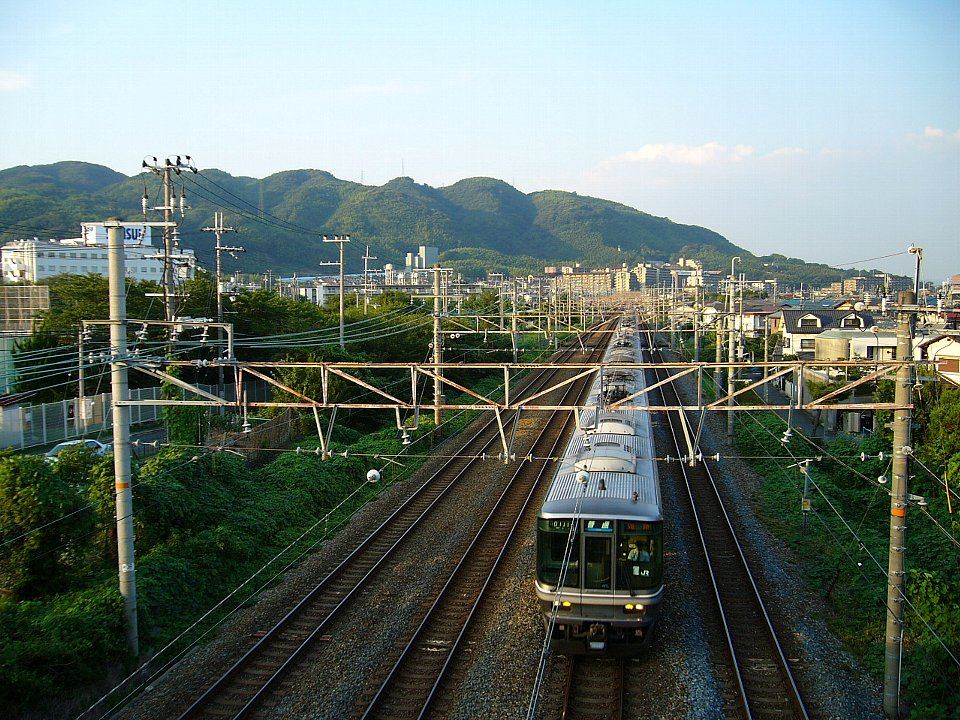
町役場付近から天王山を望む

島本町（しまもとちょう）は、大阪府の北摂三島地域に位置し、三島郡に属する町。
京都府乙訓郡大山崎町との府境に位置する。天王山と男山に挟まれる山崎地峡に淀川が流れ、京都盆地から大阪平野へ抜ける交通の要衝として古くから栄えた。明治後期に行われた淀川改修工事以降は、対岸の京都府八幡市とともに桂川・宇治川（淀川本流）・木津川の三川合流の地になっている。最近では、大阪市や京都市のベッドタウンとして住宅地開発も進んでいる。
2021年、住み続けたい街（自治体）1位、街の幸福度（自治体）3位、街に誇りがある4位、街に愛着がある2位、街の幸福度（駅）10位、それぞれランキングを獲得した。また、街のすみごこちランキング2021自治体ランキング＜全国版＞において90位（2020年は195位）を獲得した。

## 地理
淀川の支流、水無瀬川の流域の大部分を占めている。町域は北西から南東方向に長く、北西に行くほど標高を増す。町全体の7割近くが山岳・丘陵地である。南東の淀川沿いに小さく開けた低地に市街地が拓けているが、この付近には第一国土軸を結ぶ主たる交通である東海道新幹線・東海道本線および名神高速道路のほか、阪急京都本線および国道171号線といった主要交通が通り抜けている。桂川、宇治川、木津川の3河川が合流する地点があり、それぞれの河川の水温が違うため冬には霧が多く発生する。
海抜は釈迦岳が最高であり631.4m、最低は高浜の8.5mである。

### 隣接している自治体（行政区）
府境を挟んで隣り合う京都府大山崎町との関係が深く、市外局番や集配郵便局も同じである。一時は越境合併も検討されたが、合併特例法期限内の合併は見送られた。
大阪府
- 高槻市
- 枚方市

京都府
- 京都市（西京区）
- 長岡京市
- 八幡市
- 乙訓郡大山崎町

## 歴史
島本町は天王山と男山に挟まれており、摂津国と山城国を結ぶ道の中で唯一山越えをしなくてすむ交通の要所である。古くから朝廷と大宰府を結ぶ山陽道が通っており、その環境下で繁栄してきた。
水無瀬川と淀川が合流する付近（現在の広瀬地区、東大寺地区）は水無瀬とよばれ、古くは東大寺の荘園であった。景色の美しさとたなびく霞で知られ、「万葉集」の時代から歌枕とされた。後鳥羽上皇はこの地をことのほか愛し、水無瀬離宮を造営した。上皇が亡くなった後、離宮跡は上皇の御影堂である水無瀬宮（現在の水無瀬神宮）となった。その他、小倉百人一首のうち50句を合わせ言葉の順番に並べると、水無瀬の絵図が完成する。これは藤原定家が絵図に一致する歌を集めたためといわれている。また、新古今和歌集巻一春上の「見渡せば山もとかすむ水無瀬川 夕べは秋となに思ひけむ」は後鳥羽上皇がこの地を詠んだものである。
また、桜井地区は湊川の戦いに出陣する楠木正成が嫡子楠木正行と別れた「桜井の別れ」の地として太平記に登場する。現在の島本町章は、「嶋本」の文字を楠木氏の家紋である菊水に似るよう変形させたものである。
その他、豊臣秀吉（羽柴秀吉）と明智光秀が戦った山崎の戦いの古戦場としても知られる。
- 1889年（明治22年）4月1日 町村制施行により、島上郡桜井村、高浜村、広瀬村、東大寺村、山崎村、尺代村、大沢村が合併して、島上郡島本村となる。
- 1896年（明治29年）4月1日 三島郡が成立。
- 1940年（昭和15年）4月1日 町制を施行し、三島郡島本町となり、現在に至る。
- 1973年（昭和48年）1月4日 町役場庁舎を広瀬1-5-6から、島本町住民センター内[4]（桜井2丁目1番1号）に移転し[5]、同日より執務開始[6]。

### 著名な出身者
- 山田紘平 - 島本町長
- 伊丹英子 - ミュージシャン。メスカリン・ドライヴ、ソウル・フラワー・ユニオン
- 滝野莉子 - フィギュアスケート選手
- 羽田健人 - プロサッカー選手

## 行政

### 特別職
- 町長：山田紘平（2017年4月21日就任、2期目）
- 副町長：高岸信之（2023年4月1日設置、大阪府商工労働部中小企業支援室課長補佐・市町村局参事など）
  - 藏垣武博（2021年7月15日設置、2023年3月31日退任し大阪府へ帰任。元大阪府総務部市町村課参事（スマートシティ戦略部デジタル行政推進課課長補佐））
- 教育長：横山寛

### 機構[7]
- 総合政策部
- 総務部
- 健康福祉部
- 都市創造部
- 上下水道部
- 会計課
- 消防本部
- 議会事務局
- 教育こども部
- 行政委員会事務局
- 農業委員会事務局（にぎわい創造課内）

### 附属機関
44の附属機関が置かれている（2021年4月1日現在）。

#### 町長の附属機関
- 島本町立人権文化センター運営委員会
- 島本町人権啓発施策審議会
- 島本町まち・ひと・しごと創生総合戦略審議会
- 島本町指定管理者選定委員会
- 島本町まちづくり基本条例推進委員会
- 島本町保有資産公募売却等事業予定者選定委員会
- 島本町行政改革推進委員会
- 島本町総合計画審議会
- 島本町法令遵守推進委員会
- 島本町職員採用候補者試験面接選考委員会
- 島本町特別職報酬等審議会
- 島本町非常勤職員公務災害補償等認定委員会
- 島本町非常勤職員公務災害補償等審査会
- 島本町情報公開・個人情報保護審査会
- 島本町情報公開・個人情報保護運営審議会
- 島本町防災会議
- 島本町国民保護協議会
- 島本町行政不服審査会
- 島本町社会福祉施設等整備審査委員会
- 島本町民生委員推薦会
- 島本町障害支援区分審査会
- 島本町障害者施策推進協議会
- 島本町高齢者援護施設入所判定委員会
- 島本町予防接種健康被害調査委員会
- 島本町地域医療・保健事業推進協議会
- 島本町国民健康保険運営協議会
- 島本町介護保険事業運営委員会
- 島本町住民福祉審議会
- 島本町介護認定審査会
- 島本町都市計画審議会
- 島本町バリアフリー基本構想継続協議会
- 島本町住居表示調査委員会
- 島本町環境保全審議会
- 島本町清掃工場包括運営検討委員会
- 島本町建設事業再評価委員会

#### 教育委員会の附属機関
- 島本町奨学生選定委員会
- 島本町立小・中学校結核対策委員会
- 島本町立小・中学校教科用図書選定委員会
- 島本町特別支援委員会
- 島本町いじめ等対策委員会
- 島本町文化推進委員会
- 島本町社会教育委員会議
- 島本町文化財保護審議会

#### 町長及び教育委員会の附属機関
- 島本町子ども・子育て会議

### 広報

#### 公式ウェブサイト
2022年3月29日にサイトのリニューアルが行われた。それに伴い、旧ドメイン（shimamotocho.jp）から現在のドメイン（shimamoto.lg.jp）へ移行した。

#### 広報しまもと - 広報誌
A4サイズの冊子型広報誌である。巻頭巻末はフルカラーページとなっており写真などを多用した特集が組まれ、それ以外は2色刷りページである。毎月月末の3日間に各世帯へ配布される。

#### 島本町公式チャンネル-YouTubeチャンネル
川口裕第24代町長のもとに2015年に開設された。町政情報や施策、地域の催しなど旬の話題を紹介を行う島本町提供の広報番組「しまもとプラザ」がJ:COMチャンネルで放送されており、YouTubeチャンネルにも完パケがアップロードされていたが2019年度で終了した。アーカイブの視聴は可能。しまもとプラザのイメージキャラクターは「しずくちゃん」である。

#### 島本町災害情報(@shimamotosaigai) -X（旧Twitter）
2019年4月1日に開設された。総務部危機管理室と総合政策対策部コミュニティ推進課（災害対策本部設置時）が運営している。

#### その他
- 島本町 (shimamotocho.official) - Facebook
- 島本町 (@shimamoto-town) - LINE公式アカウント
- みづまろくん公式インスタグラム (@mizuarokun) - Instagram
- 島本町消防本部 (@島本町消防本部) - Instagram

## 議会

### 町議会
- 定数：14人
- 議長：清水貞治（自由民主クラブ）
- 副議長：山口博好（大阪維新の会）

| 会派名             | 議席数 | 所属党派           |
| ------------------ | ------ | ------------------ |
| 自由民主クラブ     | 3      | 自由民主党         |
| コミュニティネット | 2      | 立憲民主党・無所属 |
| 大阪維新の会       | 3      | 大阪維新の会       |
| 公明党             | 2      | 公明党             |
| 人びとの新しい歩み | 3      | 無所属             |
| 無所属             | 1      | 日本共産党         |

### 大阪府議会
- 選挙区：高槻市・三島郡選挙区
- 定数：3人
- 任期：2023年4月30日 - 2027年4月29日
- 投票日：2023年4月9日
- 当日有権者数：316,719人
- 投票率：52.25％

| 候補者名 | 当落 | 年齢 | 所属党派     | 新旧別 | 得票数   |
| -------- | ---- | ---- | ------------ | ------ | -------- |
| 市来隼   | 当   | 36   | 日本維新の会 | 新     | 69,851票 |
| 野々上愛 | 当   | 45   | 立憲民主党   | 現     | 32,800票 |
| 吉田忠則 | 当   | 60   | 公明党       | 新     | 28,757票 |
| 杉本哲也 | 落   | 44   | 自由民主党   | 新     | 20,222票 |
| 末岡知行 | 落   | 40   | 無所属       | 新     | 10,256票 |

### 衆議院
- 大阪10区（高槻市、三島郡）
- 任期：2021年10月31日 - 2025年10月30日
- 投票日：2021年10月31日
- 当日有権者数：320,990人
- 投票率：63.32％

| 当落 | 候補者名 | 年齢 | 所属党派     | 新旧別 | 得票数   | 重複 |
| ---- | -------- | ---- | ------------ | ------ | -------- | ---- |
| 当   | 池下卓   | 46   | 日本維新の会 | 新     | 80,932票 | ○    |
|      | 辻元清美 | 61   | 立憲民主党   | 前     | 66,943票 | ○    |
|      | 大隈和英 | 52   | 自由民主党   | 前     | 52,843票 | ○    |

## 経済

### 産業

#### 島本町に事業所を置く企業
- サントリー山崎蒸溜所
- ナルックス本社・研究所・山崎工場
- 株式会社プロテリアル（旧日立金属）山崎製造部
- トッパン・フォームズ大阪桜井工場
- 小野薬品工業水無瀬研究所
- 積水化学工業開発研究所

### 金融機関
- りそな銀行島本支店（江川二丁目）
- 京都銀行山崎支店（水無瀬一丁目）
- 北おおさか信用金庫島本支店（水無瀬二丁目）

### 日本郵政グループ
（2023年11月現在。郵便配達は山崎郵便局（京都府乙訓郡大山崎町）が行う。）
- 日本郵便株式会社
  - 島本水無瀬郵便局（高浜）
  - 島本東大寺郵便局（東大寺）

## 姉妹都市

### 海外
- フランクフォート市（アメリカ合衆国 ケンタッキー州）

## 地域

### 人口
平成22年国勢調査より前回調査からの人口増減をみると、0.40％減の28,935人であり、増減率は府下43市町村中22位、72行政区域中41位。
| |                                        |  |
| 島本町と全国の年齢別人口分布（2005年） | 島本町の年齢・男女別人口分布（2005年） |  |
| ■紫色 ― 島本町 ■緑色 ― 日本全国 | ■青色 ― 男性 ■赤色 ― 女性              |  |
| 島本町（に相当する地域）の人口の推移 \| 1970年（昭和45年） \| 16,873人 \| \| \| 1975年（昭和50年） \| 22,404人 \| \| \| 1980年（昭和55年） \| 24,663人 \| \| \| 1985年（昭和60年） \| 29,549人 \| \| \| 1990年（平成2年） \| 29,971人 \| \| \| 1995年（平成7年） \| 30,339人 \| \| \| 2000年（平成12年） \| 30,125人 \| \| \| 2005年（平成17年） \| 29,052人 \| \| \| 2010年（平成22年） \| 28,935人 \| \| \| 2015年（平成27年） \| 29,983人 \| \| \| 2020年（令和2年） \| 30,927人 \| \| |                                        |  |
| 総務省統計局 国勢調査より |                                        |  |
| 1970年（昭和45年） | 16,873人                               |  |
| 1975年（昭和50年） | 22,404人                               |  |
| 1980年（昭和55年） | 24,663人                               |  |
| 1985年（昭和60年） | 29,549人                               |  |
| 1990年（平成2年） | 29,971人                               |  |
| 1995年（平成7年） | 30,339人                               |  |
| 2000年（平成12年） | 30,125人                               |  |
| 2005年（平成17年） | 29,052人                               |  |
| 2010年（平成22年） | 28,935人                               |  |
| 2015年（平成27年） | 29,983人                               |  |
| 2020年（令和2年） | 30,927人                               |  |

### 地区
- 青葉 - 青葉一 - 三丁目
- 江川 - 江川一丁目、二丁目
- 大沢 - 大字大沢
- 桜井 - 大字桜井、一 - 五丁目
- 桜井台 - 桜井台
- 尺代 - 大字尺代
- 高浜 - 大字高浜、一 - 三丁目
- 東大寺 - 大字東大寺、一 - 四丁目
- 百山 - 百山
- 広瀬 - 大字広瀬、一 - 五丁目
- 水無瀬 - 水無瀬一丁目、二丁目
- 山崎 - 大字山崎、一丁目 - 五丁目
- 若山台 - 若山台一丁目、二丁目

## 教育・福祉・文化

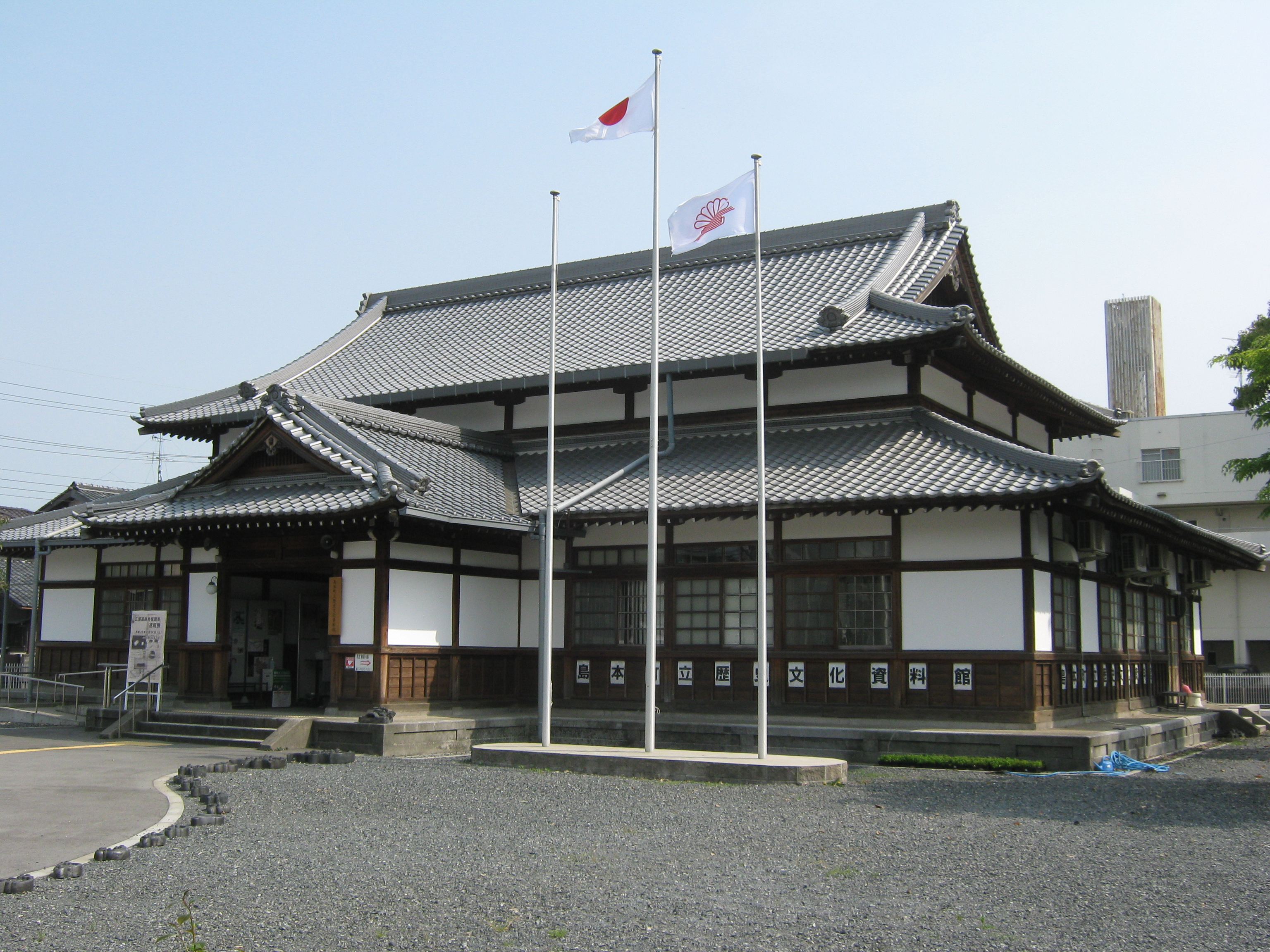
島本町立歴史文化資料館

### 教育施設
幼稚園
- 島本町立第一幼稚園
- 山崎幼稚園

保育所
- 島本町立第二保育所
- 島本町立第四保育所
- 山崎保育園
- 高浜学園
- RICホープ水無瀬保育園

乳児院
- 大阪水上隣保館乳児院

小学校
- 島本町立第一小学校
- 島本町立第二小学校
- 島本町立第三小学校
- 島本町立第四小学校

中学校
公立
- 島本町立第一中学校
- 島本町立第二中学校

私立
- 大阪青凌中学校

高等学校
公立
- 大阪府立島本高等学校

私立
- 大阪青凌高等学校

専修学校
- 大阪保育福祉専門学校

### その他町内施設

#### 主な公園施設
| 公園名称         | 住所           | 備考 |
| ---------------- | -------------- | --- |
| 水無瀬川緑地公園 | 山崎二丁目     | スポーツ広場の占用貸出あり。広域避難地に指定されている。 駐車場の利用時間は8時～18時（4～9月）、8時～17時（10～3月）。 |
| 東大寺公園       | 東大寺3丁目181 | バーベキューなど火気使用の禁止                                                                                         |
| 若山台公園       | 若山台2丁目6   | |
| 藤の木公園       | 広瀬5丁目6-4   | |
| 広瀬公園         | 広瀬2丁目10-22 | |
| 高浜公園         | 高浜1丁目3−5   | |
| 樋之尻公園       | 広瀬1丁目11-6  | |
| 江川公園         | 江川1丁目10    | |
| 柳原公園         | 青葉3丁目12-6  | |

#### 文化施設
- 島本町立歴史文化資料館
- ふれあいセンター
- ケリアホール（ふれあいセンター1階）
- 島本町立図書館（ふれあいセンター4階）
- 島本町立体育館

#### 福祉施設
- 町立やまぶき園

#### その他の施設
- 町立人権文化センター
- 島本町教育センター
- 町立キャンプ場（安全対策や緊急時対応の困難さにより2018年度末に閉鎖）[12]
- 島本町第二コミュニティセンター

## 交通

### 鉄道
- 阪急電鉄
  - 京都本線：水無瀬駅
- 西日本旅客鉄道（JR西日本）
  - 東海道本線（JR京都線）：島本駅
山崎駅は大山崎町に所在するが、一部が島本町域にまたがっている。

このほか、東海道新幹線が京都駅 - 新大阪駅間で町内を通過しているが、駅はない。

### 道路
- 高速道路
  - 名神高速道路
    - かつては、町内に桜井PAがあった。最寄りのインターチェンジは大山崎IC。
- 一般国道
  - 国道171号
- 府道
  - 大阪府道・京都府道14号大阪高槻京都線（町内では国道171号に重複）
  - 京都府道・大阪府道67号西京高槻線（旧西国街道）
  - 京都府道・大阪府道734号柳谷島本線
  - 大阪府道124号桜井駅跡線

### 路線バス
- 阪急バス
  - 若山台線（新山崎橋～阪急水無瀬駅・JR島本駅～島本町役場前～若山台センター）
    - 島本町内を走る阪急バスは、大阪～京都線だけであった[13]が、のちに阪急水無瀬駅で分断される。大山崎町へは大山崎営業所への出入庫便が存在するが、大阪府内他市町村との路線は1997年に茨木・水無瀬間の路線が廃止されて以来存在しない。
- 島本町福祉ふれあいバス
  - 平日1日6便が町内を循環する。利用は当町在住の高齢者・障害者・妊婦などに限られる。
- 町営無料巡回バス
  - 1973年9月～1977年3月には、住民センターから町内を結ぶ町営の無料巡回バスが運行されていた。尺代・山崎、広瀬・江川、高浜・桜井の3系統が運行されていた。1977年3月に阪急バスによって阪急水無瀬駅～住民センター～若山台団地の路線が運行されることで廃止された。[14]
- 高槻市営バス（尺代柳谷線）
  - 日乃出バスから高槻市バスの路線となり、高槻駅から桜井住宅や東大寺を経由して尺代・柳谷（長岡京市）へ運行していた。1975年5月1日に休止、10月16日に廃止。

### 航路
- 山崎の渡し（橋本の渡し・燈明の渡し[15]）
  - 新水無瀬橋にある桟橋から対岸の橋本市を結んでいた。経営不振により1962年に廃止。[15]

## 観光・旧跡名所・文化財

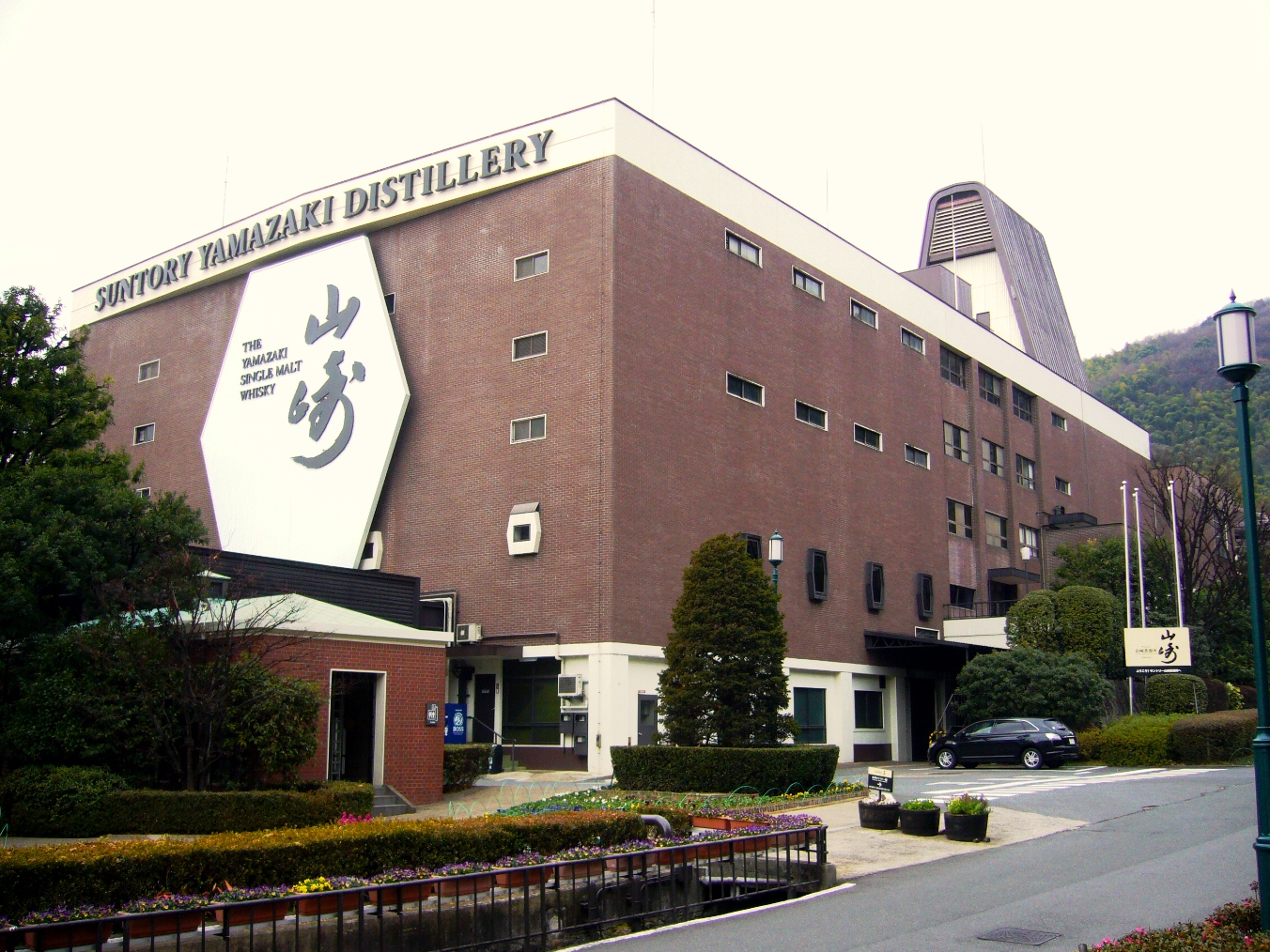
サントリー山崎蒸留所

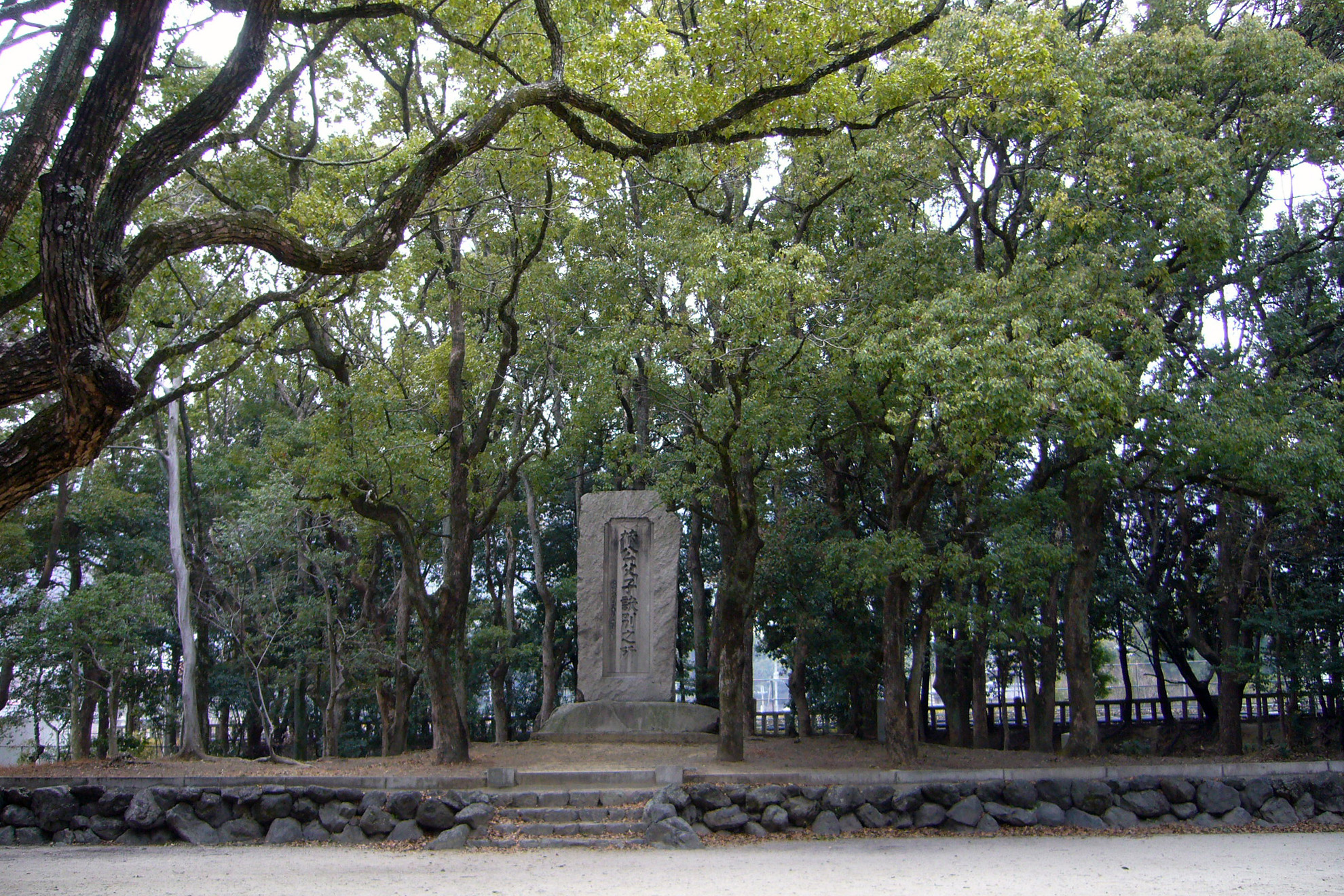
桜井駅跡

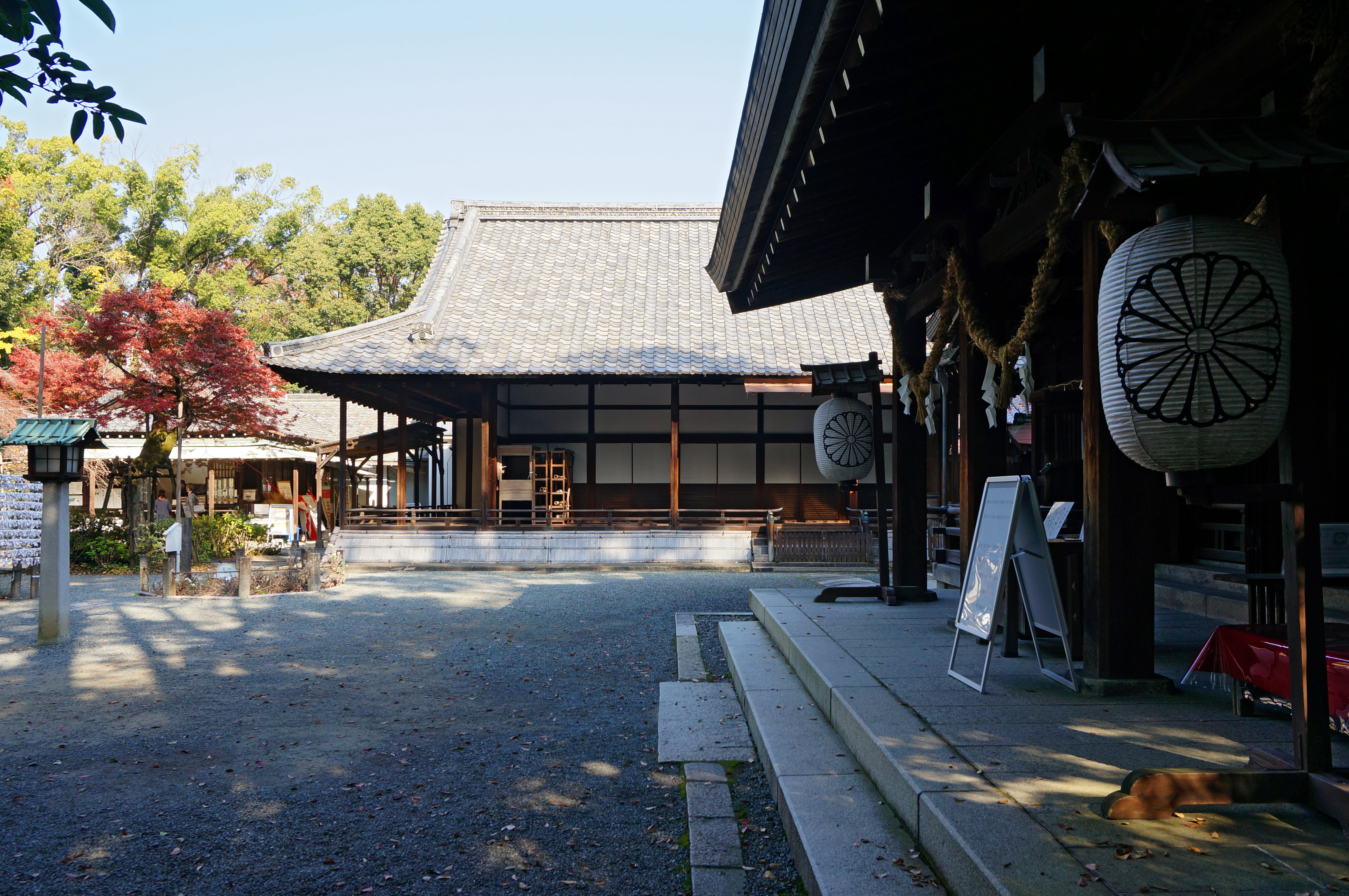
水無瀬神宮

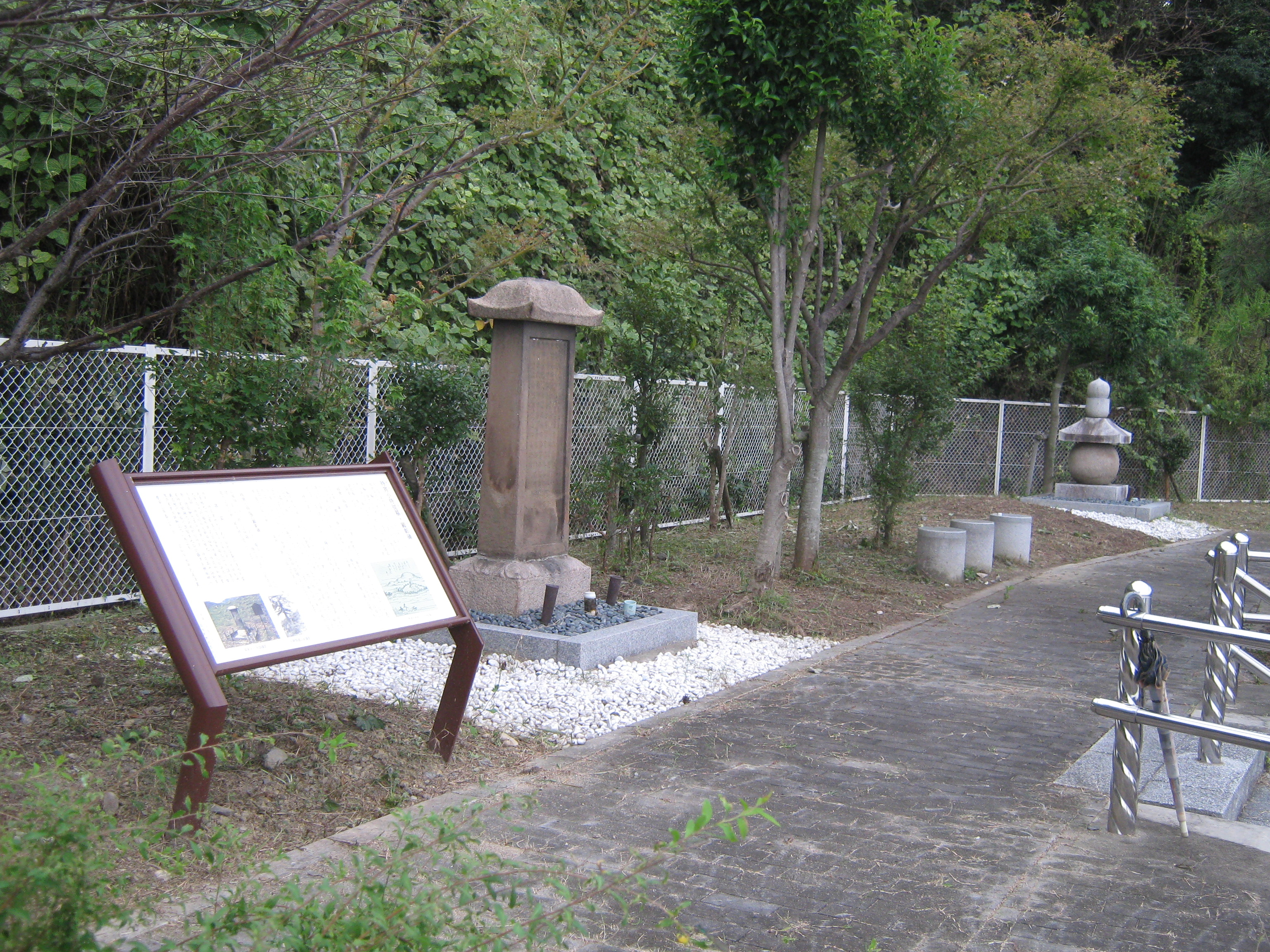
待宵小侍従碑

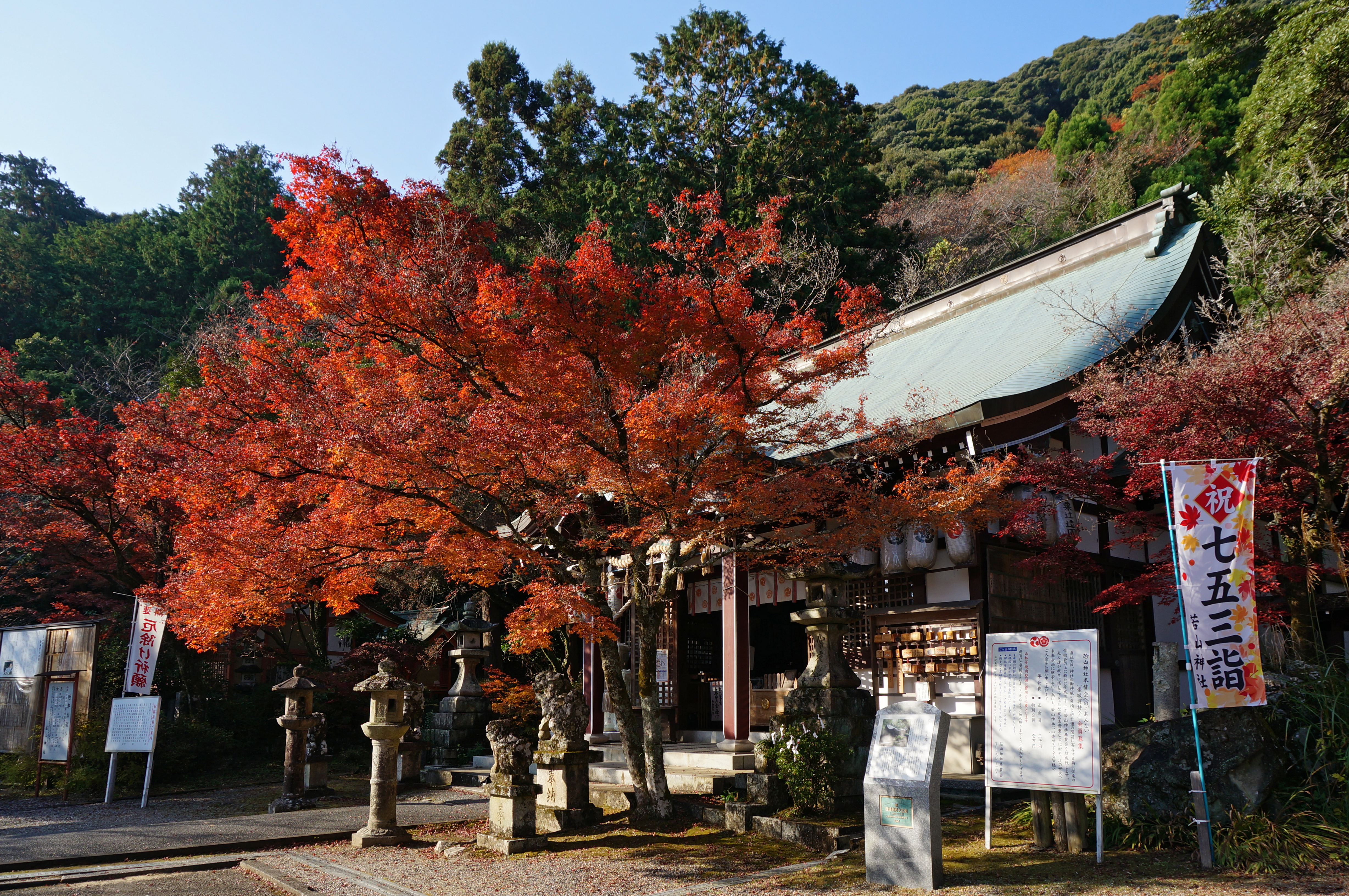
若山神社

### 産業
- サントリー山崎蒸溜所 - 日本で初めて国産モルトウイスキーを製造した。

### 名所旧跡
- 桜井駅跡 - 古代律令制度下の宿駅の跡であり、国の史跡に指定。
- 水無瀬神宮 - 客殿と茶室が国の重要文化財に指定。
- 待宵小侍従碑 - 永井直清によって1650年（慶安3年）に建てられた待宵小侍従の顕彰碑。
- 関大明神社
- 若山神社
- 水無瀬の滝

### 文化財
- 国宝
  - 紙本著色後鳥羽天皇像 伝藤原信実筆（水無瀬神宮）
  - 後鳥羽天皇宸翰御手印置文（水無瀬神宮）[16][17]
- 重要文化財（国指定）
  - 後村上天皇宸翰御願文（水無瀬神宮）
  - 後鳥羽院御置文案文（水無瀬神宮）
  - 後鳥羽院宸翰御消息（水無瀬神宮）
  - 水無瀬神宮客殿
  - 水無瀬神宮茶室
- 大阪府指定有形文化財
  - 関大明神社本殿（附:棟札）
- 大阪府指定有形民俗文化財
  - 東大寺村おかげ踊り図絵馬（若山神社）
- 大阪府指定天然記念物
  - 若山神社のツブラジイ林
  - 尺代のヤマモモ
  - 大沢のスギ

### 祭り
- 島本夏まつり（8月上旬）
- 島本町文化祭（11月3.4.5日）

## その他

### 町章
町内にある桜井駅跡ゆかりの楠木氏の家紋である菊水紋を象り、「嶋本」の漢字を変形させてデザインされたものである。上半分の菊の部分が「嶋」で、下半分の水の部分が「本」の字を表している。

参考・菊水紋
島本町章

### 町に関連する楽曲
大阪府下の全43市町村中では、島本町のみ他の42市町村と異なり公的な町歌を制定していない。町に関連する楽曲としては、いずれも町商工会青年部が毎年8月に開催される島本まつりに合わせて企画・作成した非公式の愛唱歌「島本スマイル」（作詞：奥野和憲/島本町商工会青年部、作曲：奥野和憲）および、町民音頭「島本音頭」が存在する。

### 電話番号
市外局番は075、市内局番は961・962・963で、京都MAに属する。西に隣接する大阪府高槻市等、他の大阪府内に通話するときは、県外通話となる。
平成以前は管轄の山崎電報電話局が準市外局扱いで、長岡京市、向日市、大山崎町（市内局番分割後）の全域及び京都市、久御山町、大津市（いずれも市外局番075の地区に限る）への通話の際には市外局番が必要であったが、現在は前述の区域へは市外局番なしで通話可能で市内料金が適用され、他の京都府内（奈良MA（市外局番が0743）の地域（笠置町と南山城村）を除く）の通話は県内市外料金が適用される。

### 郵便
郵便番号は618-00xx（隣の京都府乙訓郡大山崎町と同じ）で、集配業務は山崎郵便局（大山崎町円明寺）が行っている。

### 上水道
以前は100%自己水だったが、上水道の安定供給のため1998年10月以降は大阪府営水道（高度浄水処理水）を導入し、現在は自己水90%と府営水10%の配合となっている。町では水道水中の有機フッ素化合物（PFAS）についてをホームページで公開している。

### 保健行政
管轄する保健所は茨木市にある大阪府茨木保健所である。以前は隣の高槻市に所在する大阪府高槻保健所管轄であったが、高槻市の中核市（保健所政令市）移行に伴い、保健所管轄区域が再編された。